# Half moon feat. 鈴木雅之
「Half Moon feat. 鈴木雅之」（ハーフムーン フィーチャリング すずきまさゆき）は、川畑要の3枚目のシングル。2014年6月18日発売。ソニー・ミュージックアソシエイテッドレコーズ移籍第一弾（CHEMISTRYも2017年より同社に所属）

## 解説
川畑のシングルで初めて他アーティストをフィーチャーした本作は、川畑と同じSME傘下レーベル所属の鈴木雅之を迎え楽曲制作された。本作は配信シングルで2014年1月29日に先行発売された「HOME」1曲が全形態での共通カップリング曲になっている。

## リリース
初回限定盤A
表題曲「Half Moon feat. 鈴木雅之Half Moon feat. 鈴木雅之」MVとメイキング映像が初回限定盤A同梱のDVDに収録。ディレクターは須永秀明。本盤限定カップリング曲はCHEMISTRY3枚目のシングル「You Go Your Way」の2013年ソロ・ライブ・ヴァージョン。
初回限定盤B
本盤同梱DVDは、2013年にタイで撮影された映像「Kaname in THAILAND 2013」を収録。
本盤限定カップリング曲は、配信シングルで2014年3月12日に先行配信された五輪真弓のカバー曲「心の友」。
通常盤
本盤限定カップリング曲は、川畑が出演したミュージカル「愛の唄を歌おう」にてカバーした槇原敬之のアルバム『悲しみなんて何の役にも立たないと思っていた。』収録曲「Anywhere」。
一部店舗先着購入特典としてポストカードが進呈された。

## 収録曲

### 初回限定盤A
CD
1. Half Moon feat. 鈴木雅之 [4:15]
  - 作詞：H.U.B／作曲：野井洋児 ／編曲：ICEDOWN
2. HOME [4:36]
  - 作詞・作曲：オカダユータ／編曲：松浦晃久
3. You Go Your Way （solo 2013 live ver.） [4:31]
  - 作詞：小山内舞／作曲：豊島吉宏／編曲：MAESTRO-T
4. Half Moon feat. 鈴木雅之 Instrumental

DVD 
1. 「Half Moon feat. 鈴木雅之」ミュージック・ビデオ
2. 「Half Moon feat. 鈴木雅之」ミュージック・ビデオ MAKING

### 初回限定盤B
CD
1. Half Moon feat. 鈴木雅之 [4:15]
2. HOME [4:36]
3. 心の友 [3:20]
  - 作詞・作曲：五輪真弓／編曲：野村陽一郎
4. Half Moon feat. 鈴木雅之 Instrumental

DVD 
1. Kaname in THAILAND 2013

### 通常盤
CD
1. Half Moon feat. 鈴木雅之 [4:15]
2. HOME [4:36]
3. Anywhere [5:25]
  - 作詞・作曲・編曲：槇原敬之／strings arrangement：Tomi Yo
4. Half Moon feat. 鈴木雅之 Instrumental